# プリモルスカ大学
プリモルスカ大学（プリモルスカだいがく、スロベニア語: Univerza na Primorskem, 英語: University of Primorska）は、スロベニアで3番目に設立された大学である。2003年3月17日に設立された。プリモルスカ地方のコペル、イゾラ、ピラン市のポルトロージュの3か所にキャンパスを構えている。

## 教育研究組織
プリモルスカ大学は3つの学部、2つの専門学校、2つの研究所を擁している。
- 人文科学学部（コペル）
- 経営学部（コペル）
- 教育学部（コペル）
- 観光専門学校（ポルトロージュ）
- 医療専門学校（イゾラ）
- 科学研究所（コペル）
- 自然科学と科学技術研究所（コペル）